# Elgon Cup
La Elgon Cup è una competizione annuale africana di rugby a 15 che si tiene tra le squadre nazionali maggiori maschili (dal 2004) e femminili (dal 2006) di Kenya e Uganda.
Prende il nome dal monte Elgon, un ex vulcano che sorge al confine tra i due Paesi; la formula quasi sempre adottata, sia per la competizione maschile che per quella femminile, è quella del doppio confronto con gara di andata e ritorno.
Al 2019 si sono tenute 15 edizioni del torneo maschile (non si tenne nel 2005 per concomitanza con le qualificazioni alla Coppa del Mondo di rugby 2007 mentre nel 2015 il Kenya si presentò con la nazionale A che perse il doppio confronto) con 11 vittorie del Kenya e 10 di quello femminile (il più recente dei quali, quello del 2019, tenutosi dopo 4 anni di mancata disputa per via degli impegni internazionali di entrambe le rappresentative), categoria anch’essa nella quale il Kenya vanta la maggioranza di titoli vinti, 6.
La competizione è talora anche impiegata come parte delle qualificazioni alla Coppa del Mondo: nel 2013 fu il turno preliminare della zona africana alla Coppa del Mondo di rugby femminile 2014, mentre nel 2018 servì come parte della Africa Gold Cup, torneo incluso alle qualificazioni alla Coppa del Mondo di rugby 2019.

## Storia
Il primo, e a lungo unico, test match tra le due nazionali risale al 1958, quando ancora il Kenya era una colonia e l’Uganda un protettorato del Regno Unito (per entrambe l'indipendenza sarebbe giunta nel decennio successivo), e fu una vittoria del Kenya a Kampala; solo negli anni novanta le due squadre si reincontrarono e a inizio millennio fu deciso di istituire una competizione che mettesse annualmente in palio un trofeo: fu scelto il nome di Elgon Cup dal nome del vulcano Elgon, un cratere spento che sorge proprio al confine tra i due Paesi.
La prima edizione fu appannaggio del Kenya, che perse 3-20 a Kampala ma ribaltò il risultato 39-20 a Nairobi; già nel 2005 non si tenne perché le qualificazioni alla Coppa del Mondo di rugby 2007 chiedevano la precedenza sulle manifestazioni locali; nel 2006 il torneo tornò insieme all’esordio del suo corrispettivo femminile e fu una doppia affermazione ugandese che vinse entrambe le categorie.
Gli uomini del Kenya vinsero 6 edizioni consecutive mentre invece le donne dovettero attendere il 2009 per vincere il loro primo trofeo.
Nel 2013 l’Uganda vinse il trofeo femminile e guadagnò il diritto di spareggiare contro il Sudafrica per lo slot continentale alla Coppa del Mondo di rugby femminile 2014 in Francia.
L’edizione più recente tenutasi del torneo femminile è quella del 2015 in quanto le federazioni dirottarono risorse sulle nazionali a 7 dopo l’ammissione della disciplina alle Olimpiadi; ancora nel 2015 il Kenya maschile disputò, e perse, il torneo con la propria nazionale A e nel 2018 ancora il torneo maschile parte dell'Africa Gold Cup, competizione inquadrata nelle qualificazioni africane alla Coppa del Mondo di rugby 2019 in Giappone.
Al 2019 sono 15 le edizioni maschili con 12 vittorie del Kenya, che detiene il titolo essendone il vincitore più recente, e 3 dell’Uganda; quelle femminili sono 10 con 6 vittorie del Kenya e 4 dell’Uganda.
La formula adottata è la gara doppia di andata e ritorno; tutti gli incontri interni del Kenya si sono tenuti a Nairobi e quelli dell’Uganda a Kampala.

## Albo d’oro

### Maschile
| Anno | Incontro         | Andata | Ritorno | Vincitrice |
| ---- | ---------------- | ------ | ------- | ---------- |
| 2004 | Kenya — Uganda   | 18-8   | 8-5     | Kenya      |
| 2006 | Uganda — Kenya   | 7-7    | 22-20   | Uganda     |
| 2007 | Uganda — Kenya   | 29-10  | 15-35   | Kenya      |
| 2008 | Uganda — Kenya   | 20-3   | 20-39   | Kenya      |
| 2009 | Kenya — Uganda   | 30-22  | 13-18   | Kenya      |
| 2010 | Uganda — Kenya   | 25-33  | 5-21    | Kenya      |
| 2011 | Kenya — Uganda   | 27-10  | 18-32   | Kenya      |
| 2012 | Uganda — Kenya   | 19-5   | 0-12    | Uganda     |
| 2013 | Kenya — Uganda   | 16-17  | 19-13   | Kenya      |
| 2014 | Uganda — Kenya   | 21-14  | 0-34    | Kenya      |
| 2015 | Kenya A — Uganda | 20-17  | 25-30   | Uganda     |
| 2016 | Uganda — Kenya   | 10-48  | 24-45   | Kenya      |
| 2017 | Uganda — Kenya   | 18-23  | 33-33   | Kenya      |
| 2018 | Uganda — Kenya   | 16-34  | 22-38   | Kenya      |
| 2019 | Kenya — Uganda   | 13-16  | 16-5    | Kenya      |

### Femminile
| Anno | Incontro       | Andata | Ritorno | Vincitrice |
| ---- | -------------- | ------ | ------- | ---------- |
| 2006 | Uganda — Kenya | 24-0   | 3-0     | Uganda     |
| 2008 | Uganda — Kenya | 7-7    | 22-20   | Uganda     |
| 2009 | Kenya — Uganda | 38-5   | 5-12    | Kenya      |
| 2010 | Uganda — Kenya | 8-5    | 8-16    | Kenya      |
| 2011 | Kenya — Uganda | 22-10  | 10-29   | Uganda     |
| 2012 | Uganda — Kenya | 15-6   | 3-15    | Kenya      |
| 2013 | Kenya — Uganda | 18-17  | 8-13    | Uganda     |
| 2014 | Uganda — Kenya | 15-33  | 10-39   | Kenya      |
| 2015 | Kenya — Uganda | 5-5    | 7-6     | Kenya      |
| 2019 | Kenya — Uganda | 44-14  | 35-5    | Kenya      |